# Lucie Charlotte Sehestedt Juul
Lucie Charlotte Sehestedt Juul, født komtesse Scheel (29. december 1765 i København – 13. december 1839) var en dansk adelsdame.
Hun var datter af grev Christen Scheel til Gammel Estrup og Caroline Eleonore Agnes Raben og blev 13. oktober 1780 gift med gehejmeråd Christian Sehestedt Juul til Raunholt, som døde 1788. Hun blev 1811 dekanesse i Vallø Stift og var 1823-39 overhofmesterinde hos Dronning Marie Sophie Frederikke.
Hun og manden er begravet i Herrested Kirke. På Gammel Estrup findes et portræt af hende malet af Jens Juel ca. 1792.